# Luchthaven Axum
Axum Yohannes IV Airport is een luchthaven in het noorden van Ethiopië. De luchthaven ligt ten ongeveer 5 kilometer ten noordoosten van de stad Aksum.